# Rhipidia (Rhipidia) invaripennis carpapatae
Rhipidia (Rhipidia) invaripennis carpapatae is een ondersoort van de tweevleugelige Rhipidia (Rhipidia) invaripennis uit de familie steltmuggen (Limoniidae). De ondersoort komt voor in het Neotropisch gebied.